# Kaan Kairinen
Kasper Kaan Kairinen (* 22. prosince 1998 Turku) je finský profesionální fotbalista, který hraje na pozici středního záložníka za český klub AC Sparta Praha a za finský národní tým.

## Klubová kariéra

### Inter Turku
Kairinen je odchovancem Interu Turku. Ve Veikkausliize debutoval 25. října 2014 proti FF Jaro, když při domácí porážce 0:1 nastoupil po 70 minutách jako náhradník za Kalleho Kauppiho, a to ve věku 15 let. Kairinen se tak stal druhým nejmladším hráčem v historii Interu Turku, který za klub nastoupil.

### Midtjylland
Dne 1. února 2016 přestoupil Kairinen do dánského Midtjyllandu. Během svého angažmá se nedokázal prosadit do A-týmu, a tak putoval po mnohých hostováních. V roce 2018 se vrátil na půlroční hostování do Interu Turku, rok 2019 strávil na hostování v HJK Helsinki.

### Lillestrøm
V únoru 2020 odešel na roční hostování do norského Lillestrømu, do kterého po skončení hostování přestoupil natrvalo.

### Sparta Praha
Dne 20. prosince 2022 potvrdila pražská Sparta, že s Kairinenem podepsala víceletou smlouvu, kde se sešel s bývalým koučem dánského Midtjyllandu Brianem Priskem. 5. února 2023 si odbyl svůj debut v české nejvyšší soutěži, gólem a asistencí rozhodl o výhře 4:1 nad Mladou Boleslaví. V průběhu jarní části sezóny se Kairinen stal stabilním členem základní sestavy pražského klubu, se kterým v květnu vyhrál ligový titul, ke kterému přispěl 1 gólem a 5 asistencemi v 15 ligových zápasech. 3. května odehrál celé finále českého poháru proti rivalské Slavii, které Sparta prohrála 0:2.
Kairinen byl klíčovým hráčem Sparty i na začátku sezóny 2023/24. S pražským klubem postoupil po základní skupiny Evropské ligy, ve čtvrtém předkole asistencí pomohl k postupu přes chorvatské Dinamo Záhřeb. V základní skupině odehrál Kairinen všech šest utkání a podílel se tak na postupu do jarní vyřazovací fáze, ve které Sparta nejprve přešla přes turecký Galatasaray a následně nestačila na anglický Liverpool. Dne 16. března 2024 prodloužil Kairinen smlouvu se Spartou do 30. června 2028. Kairinen utrpěl v květnovém ligovém derby se Slavií zlomeninu na noze, musel na operaci a předčasně pro něj skončila sezóna. 18. května se s týmem radoval z obhajoby ligové trofeje a o čtyři dny později přihlížel vítěznému finále MOL Cupu proti Viktorii Plzeň.
Kvůli zranění vynechal začátek sezóny 2024/25, na trávník se poprvé po utrpení zlomeniny dostal 27. července, kdy nastoupil do ligového utkání proti Teplicím.

## Reprezentační kariéra
Za finskou reprezentaci debutoval 8. ledna 2019 v přátelském utkání proti Švédsku, když v 54. minutě nahradil Rasmuse Schüllera. V roce 2023 se Kairinen stal stabilním členem základní sestavy finské reprezentace, kdy odehrál téměř všechny utkání kvalifikace na EURO 2024.